# Puchar Kopenhagi w Boksie 1994
Wyniki zawodów bokserskich, które rozgrywane były w listopadzie 1994 roku w norweskim mieście - Kopenhaga. Zawodnicy rywalizowali w jedenastu kategoriach wagowych, była to piętnasta edycja Pucharu Kopenhagi.

## Medaliści
| Kategoria wagowa                  | Złoto                  | Srebro            | Brąz                                 |
| Waga papierowa (- 51 kg.)         | Rachid Bouaita         | Ilfat Raziapow    | Mehmet Ishankulov Domenic Figliomeni |
| Waga kogucia (- 54 kg.)           | Rafik (?)              | Claude Lambert    | Santiago Nieva Marcin Walas          |
| Waga kogucia (- 57 kg.)           | Ramaz Paliani          | Casey Patton      | Dmitriy Danilov Claude Chinon        |
| Waga lekka (- 60 kg.)             | Mehmet Erarslan        | Bruno Wartelle    | Paata Gwasalija Tonton Semakala      |
| Waga lekkopółśrednia (- 63,5 kg.) | Nordine Mouchi         | Siarhiej Bykouski | Anders Styve Öney Özdemir            |
| Waga półśrednia (- 67 kg.)        | Frank Olsen            | Roger Pettersson  | Christian Bladt Hassan Al            |
| Waga lekkośrednia (- 71 kg.)      | Mario Iribarren        | Poul Andersen     | Geir Vestvik Ronnie Nordman          |
| Waga średnia (-75 kg)             | Jean-Paul Mendy        | Jegor Bogdaszkin  | Sergey Savitskiy Andreas Bredler     |
| Waga półciężka (-81 kg)           | Troy Ross              | Brian Lentz       | Sergey Dychkov Micky Jespersen       |
| Waga ciężka (-91 kg)              | Christophe Mendy       | Dmitriy Lenkov    | Shane Hinton Anders Elkjær           |
| Waga super ciężka (+91 kg)        | Jean-Francois Bergeron | Tomasz Bonin      | Oleg Krizhanovskiy Kai Brannkarr     |